# Diekirch (kanton)
Diekirch er en kanton i distriktet Diekirch i Luxembourg. Kantonen ligger i de centrale dele af landet og har et areal på 239,37 km². I 2005 havde kantonen 27.634 indbyggere og det administrative center ligger i byen Diekirch.

## Kommuner
Kantonen Diekirch består af tolv kommuner. I tabellen opgives antal indbyggere pr. 1. januar 2005.
| #   | Kommuner   | Indbyggere |
| --- | ---------- | ---------- |
| 1.  | Ettelbruck | 7.364      |
| 2.  | Diekirch   | 6.165      |
| 3.  | Bettendorf | 2.384      |
| 4.  | Erpeldange | 2.094      |
| 5.  | Mertzig    | 1.534      |
| 6.  | Feulen     | 1.484      |
| 7.  | Schieren   | 1.369      |
| 8.  | Bourscheid | 1.231      |
| 9.  | Medernach  | 1.029      |
| 10. | Reisdorf   | 854        |
| 11. | Ermsdorf   | 848        |
| 12. | Hoscheid   | 519        |

49°48′N 6°12′Ø / 49.8°N 6.2°Ø